# Oblubienica Pana
Oblubienica Pana (fr. Belle du Seigneur) – powieść autorstwa Alberta Cohena z 1968.
Książka o życiu, pikantnej i zmysłowej miłości kobiety i mężczyzny. Jej akcja dzieje się  na początku lat 30. XX w. Bogaty i przystojny Solal, żydowski dyplomata w Lidze Narodów uwodzi Ariane, żonę kolegi z pracy. Ich romans, szybko przeradza się w namiętność, która pochłania oboje partnerów. Po pożądliwych i upojnych pierwszych miesiącach, Ariane i Solal coraz bardziej desperacko starają się utrzymać swoją wzajemną namiętność. Arcydzieło Alberta Cohena jest jedną z najwybitniejszych powieści miłośnych XX w.
Książka znalazła się na 32. miejscu w zestawieniu 100 książek XX wieku według Le Monde.